# Kneajîi Mist, Mostîska
Kneajîi Mist (în ucraineană Княжий Міст) este un sat în comuna Dovhomostîska din raionul Mostîska, regiunea Liov, Ucraina.

## Demografie
Componența lingvistică a localității Kneajîi Mist
     Ucraineană (99,4%)
     Alte limbi (0,45%)
Conform recensământului din 2001, majoritatea populației localității Kneajîi Mist era vorbitoare de ucraineană (99,4%), existând în minoritate și vorbitori de alte limbi.